# نفق رسغي
في جسم الإنسان، النفق الرسغي، أو قناة الرسغ هو ممر موجود على الجانب الراحي من المعصم، يربط الساعد باليد.
يحاط النفق بعظام الرسغ، وقيد منثنيات اليد. وعادة يمر العديد من الأوتار من المجموعة المثنية من عضلات الساعد، والعصب المتوسط من خلاله. هناك حالات تم وصفها يمر فيها الشريان المتوسط أيضا خلال النفق الرسغي.
القناة ضيقة، وعند تورم، أو تحلل أي من أوتار العضلات المثنية الطويلة التسعة التي تمر عبرها، قد يؤدي تضييق القناة إلى أن يصبح العصب المتوسط محشورا أو مضغوطا، وهو حالة طبية شائعة تعرف باسم متلازمة النفق الرسغي.

## التركيب

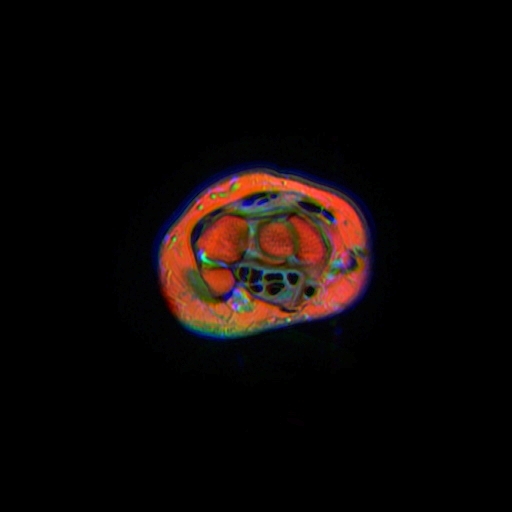
التصوير بالرنين المغناطيسي للنفق الرسغي

تشكل عظام الرسغ التي تشكل المعصم شكل قوس، يكون محدب على الجانب الظهري من اليد، ومقعر على الجانب الراحي. ويُغطَى التلم الرسغي (the sulcus carpi) الموجود على الجانب الراحي من خلال قيد منثنيات اليد (غمد من النسيج الضام القوي)، وبالتالي تشكيل النفق الرسغي. على جانب عظمة الكعبرة، يرتبط قيد منثنيات اليد بالعظم الزورقي (بحديبتها على وجه التحديد)، كما يرتبط بالعظم المربعي (عظمة الرسغ الأولى). وعلى الجانب الزندي، يرتبط بالعظم الحمصي، والعظم الكلابي.
ويقع أضيق جزء من النفق على بعد سنتيمتر واحد من منتصف خط الصف البعيد من عظام الرسغ، حيث تقتصر المساحة المقطعية على 1.6 سم مربع.
تمر أوتار العضلة المثنية السطحية للاصابع (flexor digitorum superficialis)، وأوتار العضلة المثنية العميقة للاصابع (flexor digitorum profundus) عبر غمد زندي مشترك، في حين أن وتر العضلة المثنية الطويلة لابهام اليد (flexor pollicis longus) يمر عبر غمد كعبري منفصل. ويرتبط القيد المشترك من قبل هذه الأوتار بالجدران الكعبرية والراحية للنفق الرسغي.
يمر الشريان الزندي، والعصب الزندي عبر النفق الزندي سطحياً للنفق الرسغي، وقيد منثنيات اليد.

## الوظيفة

مقطع عرضي عبر المعصم، وعظام الرسغ. راحة اليد في الجزء العلوي (النفق الرسغي لم يتم الإشارة إليه، ولكنه مرئي في المركز)

مجموعة الأوتار التسعة المثنية (وليس العضلات نفسها)، التي تمر عبر النفق الرسغي:
- العضلة المثنية العميقة للأصابع (أربعة أوتار)
- العضلة المثنية السطحية للأصابع (أربعة أوتار)
- العضلة المثنية الطويلة لإبهام اليد (وتر واحد)
- العضلة المثنية الكعبرية للرسغ (وتر واحد)، والتي يعتبرها البعض جزءا من النفق الرسغي على الرغم من أنه أكثر دقة أن يُذكَر أنه يمر خلال قيد منثنيات اليد الذي يُغطي نفق الرسغ، وليس في النفق نفسه.

يمر عصب واحد عبر النفق: وهو العصب المتوسط، بين أوتار العضلة المثنية العميقة للأصابع، والعضلة المثنية السطحية للأصابع.

### تأثير حركة المعصم

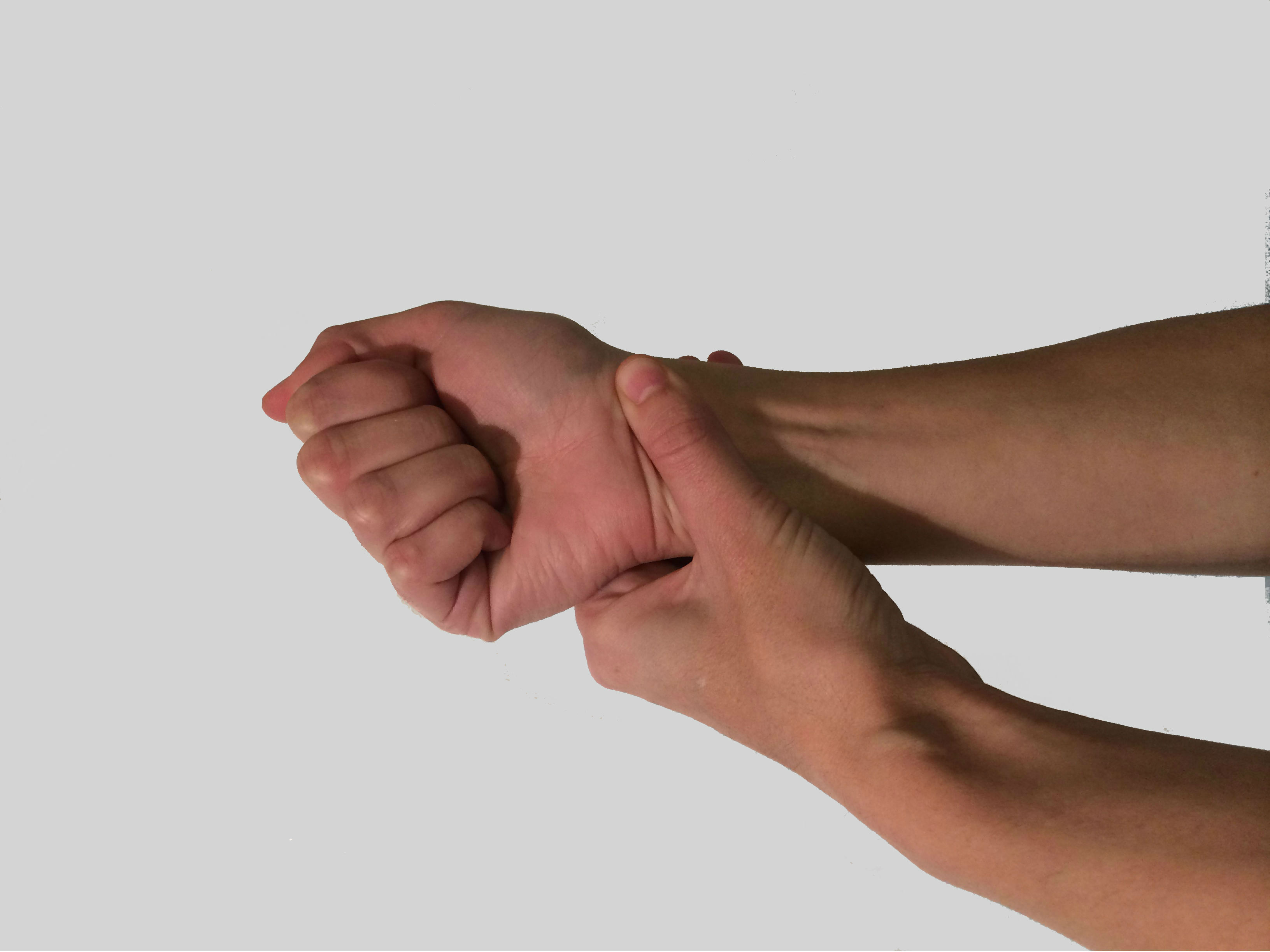
أعراض النفق الرسغي

تؤثر حركة المعصم على شكل، ووسع النفق الرسغي. حيث يضيق الوسع بشكل كبير خلال المعدل الطبيعي للحركة في المعصم. ولأن عظام الرسغ تتحرك في وجود ارتباط بين بعضها البعض مع كل حركة لليد، والجدران العظمية للنفق ليست جامدة. فإن كل من الانثناء والانبساط يُزيد الضغط في النفق الرسغي.
- يؤدي انثناء المعصم إلى تحرك قيد منثنيات اليد بالقرب من عظمة الكعبرة، مما يقلل بشكل كبير من المقطع العرضي للفتحة القريبة للنفق. بالإضافة إلى ضغط النهاية البعيدة للعظمة الكبيرة على الفتحة.
- أثناء الانبساط الحاد، تقلص العظمة الهلالية الممر، حيث يتم ضغطها نحو داخل النفق.[2]

## الأعراض
متلازمة النفق الرسغي هي متلازمة تتميز بحرقان، ووخز، وألم خلال مسار العصب المتوسط، وخاصة في أصابع الإبهام، والسبابة، والوسطى، والنصف الكعبري من البنصر، ويشع الألم في الذراع، وذلك نتيجة ضغط محتويات النفق الرسغي. ويرتبط ذلك مع الاستخدام المتكرر لليد، والتهاب المفاصل الروماتويدي، وغيرهم من الحالات الأخرى. ويمكن الكشف عن ذلك باستخدام علامة تينيل، ومناورة فالين. ويمكن أن يعالج غير جراحيا عن طريق التجبير و/ أو حقن الكورتيكوستيرويد، على الرغم من أن العلاج الفعال غالبا ما يتطلب تقسيم جراحي لقيد منثنيات اليد، الذي يشكل سقف النفق الرسغي.

## العلاج
يعتمد علاج متلازمة نفق الرسغ على مدى شدة الألم والأعراض، وإذا كان هناك ضعف في اليد المصابة أم لا بحيث تعطل مهامها اليومية، لكن كانت توصية جراحي العظام هي محاولة السيطرة على آلام النفق الرسغي دون اللجوء إلى الجراحة إن أمكن. يمكن أن تشمل طرق علاج متلازمة نفق الرسغ ما يلي:
- تجبير المعصم، لتثبيت معصمك أثناء النوم وتخفيف أعراض التنميل والوخز ليلاً.
- تناول مضادات الالتهاب اللاستيرويدية، مثل دواء الإيبوبروفين لتخفيف آلام متلازمة النفق الرسغي على المدى القصير.
- حقن النفق الرسغي بالكورتيكوستيرويد، مثل الكورتيزون لتخفيف الألم ولتقليل الالتهاب والتورم، وهو ما يخفف الضغط على العصب المتوسط.
- التنظير، لاستكشاف ما بداخل النفق الرسغي، وقطع الرباط بإحداث شق صغير أو اثنين في اليد أو المعصم.
- الجراحة المفتوحة، تحرير النفق الرسغي أو عملية تسليك عصب اليد، ويتم ذلك بإحداث شق جراحي في راحة اليد فوق النفق الرسغي وقطع الرباط لتحرير العصب.

## صور إضافية

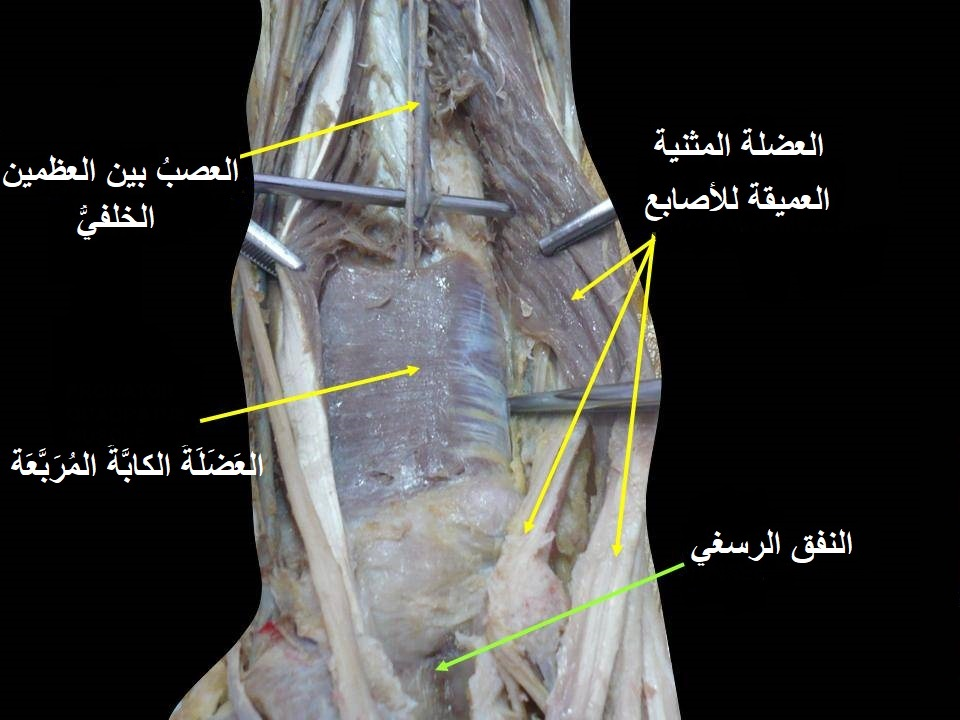
نفق رسغي
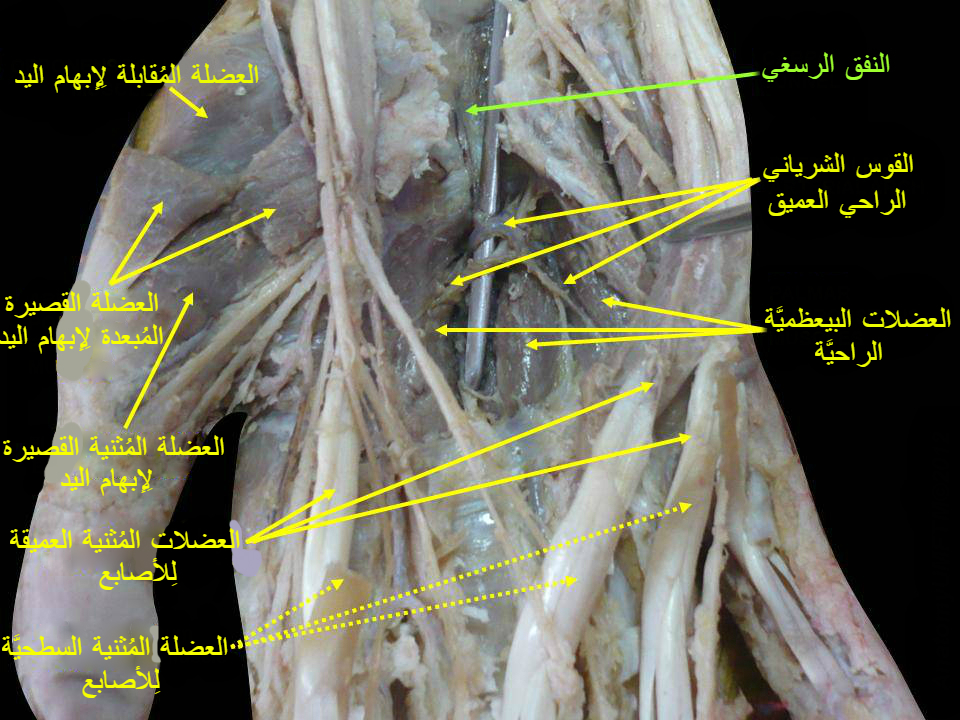
نفق رسغي
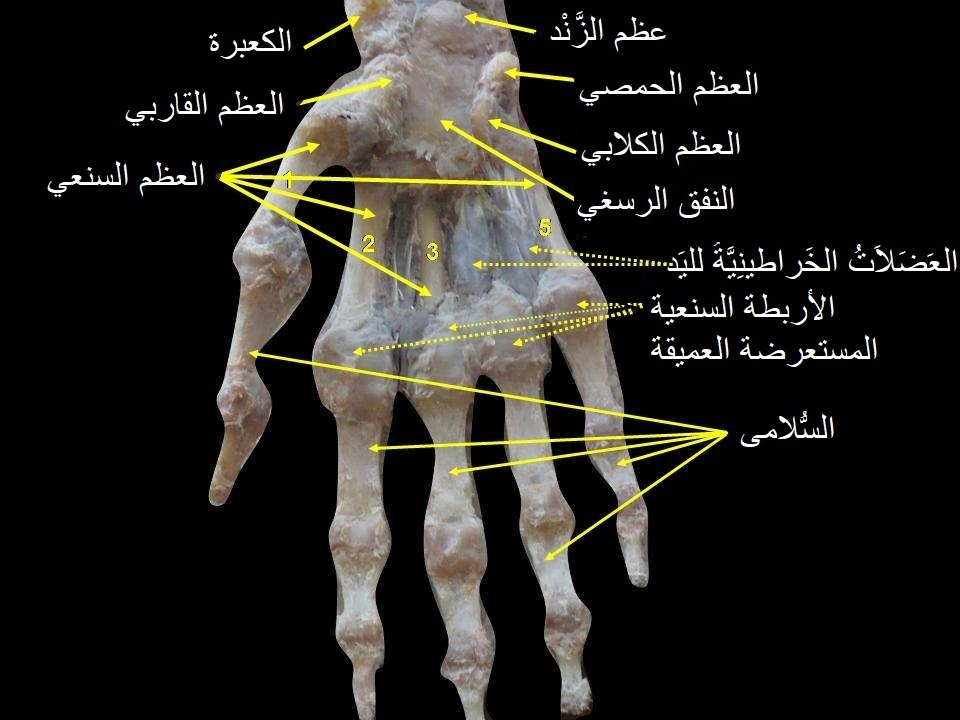
مفصل الرسغ. تشريح عميق. منظر أمامي راحي.
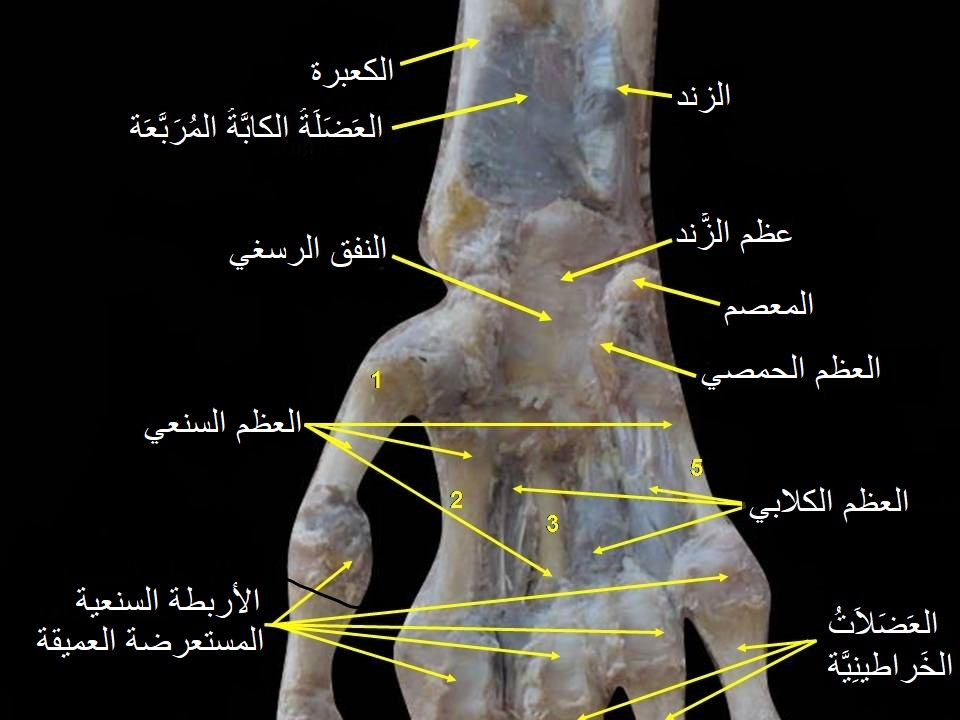
مفصل الرسغ. تشريح عميق. منظر أمامي راحي.
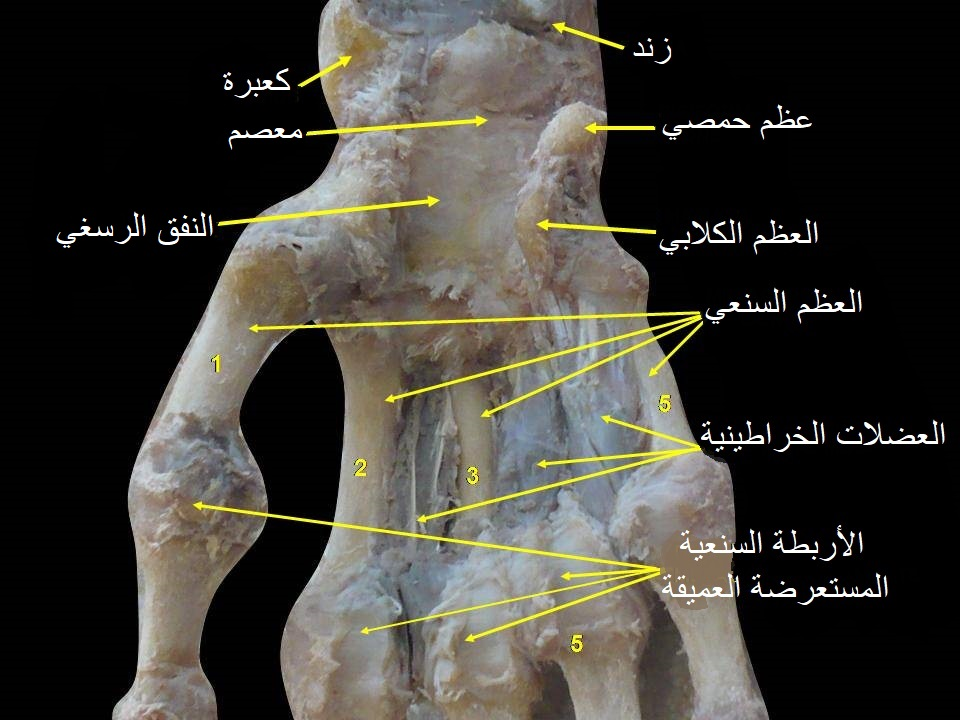
مفصل الرسغ. تشريح عميق. منظر أمامي راحي.
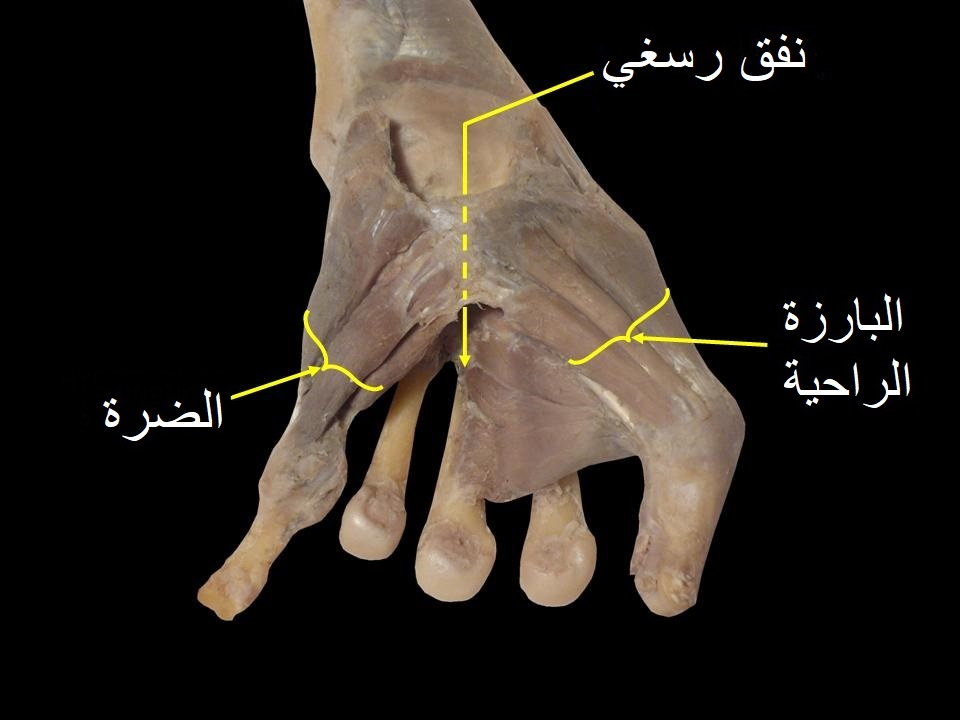
نفق رسغي، والبارزة الراحية، والضرة.
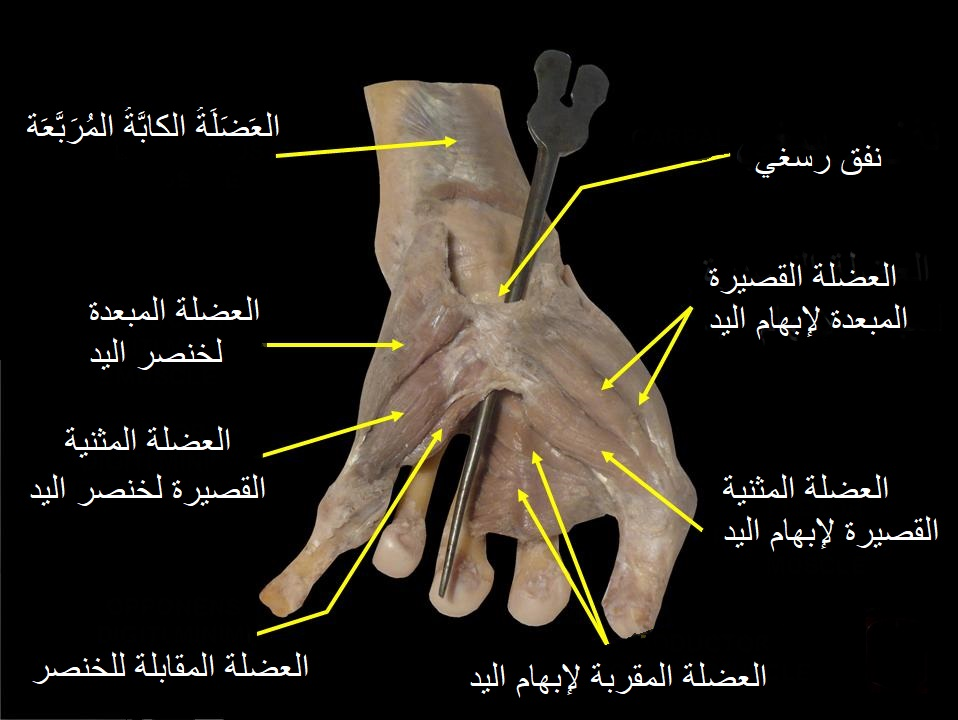
نفق رسغي